# Lamoura
Lamoura település Franciaországban, Jura megyében. Lakosainak száma 659 fő (2022. január 1.). Lamoura Longchaumois, Lajoux, Prémanon, Saint-Claude és Septmoncel les Molunes községekkel határos.

## Népesség
A település népességének változása:
| Lakosok száma | 215  | 379  | 388  | 534  | 570  | 617  | 642  | 647  | 648  | 659  |
|               | 1968 | 1982 | 1990 | 2006 | 2013 | 2015 | 2017 | 2019 | 2020 | 2022 |